# Upernattivik
Upernattivik, també coneguda com a Upernarsuak és una illa deshabitada a la costa del Rei Frederic VI, al sud-est de Groenlàndia. Administrativament forma part del municipi de Sermersooq.

## Geografia
Upernattivik és una illa costanera de la badia d'Umivik, situada entre la península de Fridtjof Nansen, al nord, i la península d'Odinland al sud. El Torsukattak és un braç de mar de 800 metres d'ample que separa l'illa del continent, al nord, i el fiord d'Umiiviip Kangertiva, al sud.
L'illa fa 18 quilòmetres de llarg i té una amplada màxima d'11 quilòmetres. La seva superfície és de 149 km². Hi ha algunes illes més petites als seus voltants, com ara Trefoldigheden, Terne i Tre Lover a l'oest i Pikiitsi, a l'est.